# Paepalanthus bromelioides
Paepalanthus bromelioides es una especie de planta fanerógama perteneciente a la familia Eriocaulaceae. 

## Distribución
Es nativa del Cerrado de Brasil en Minas Gerais, lugar donde la planta carnívora Brocchinia reducta fue también encontrada.

## Descripción
Es una planta proto-carnívora relacionada estrechamente con las bromeliáceas (Catopsis bertoriana, Brocchinia reducta y Brocchinia hechtioides) de tendencias carnívoras. Las hojas forman un cuenco central lubricado con líquido vegetal y con agua dentro con pH ácido que absorbe los insectos que caen dentro. Sin embargo, como en las plantas Bromeliáceas referenciadas, la digestión previa la realiza, aparentemente, una bacteria. Un complejo artrópodo vive dentro del tanque de agua entre las hojas y las inflorescencias.

## Taxonomía
Paepalanthus bromelioides fue descrita por Alvaro Astolpho da Silveira   y publicado en Flora e serras Mineiras ... 55, t. 18. 1908.